# Zsoldoskatona (film)
A Zsoldoskatona (eredeti cím: Il soldato di ventura) 1976-ban bemutatott olasz–francia filmvígjáték. A film főszereplője Bud Spencer, aki Ettore Fieramosca olasz katonát alakítja. A Bud Spencer által formált Ettore Fieramosca valós személy volt, bár állítólagos párviadala a franciákkal eléggé mitikus és a film sem követi pontosan az eseményeket. 
Az élőszereplős játékfilm rendezője Pasquale Festa Campanile, producere Camillo Teti. A forgatókönyvet Franco Castellano, Giuseppe Moccia, Marcello Verucci és Pasquale Festa Campanile írta, a zenéjét Guido és Maurizio de Angelis szerezte. A mozifilm a Mondial Televisione Film gyártásában készült.
Olaszországban 1976. február 19-én, Magyarországon 1977. augusztus 19-én, felújítással 1989. március 16-án mutatták be a mozikban.
A filmforgatás költségei horribilis összeget tettek ki, tudható mindez annak, hogy a középkort imitáló díszleteket, kosztümöket és eszközöket kellett készíteni. A hátteret a korszak zseniális díszlettervezője, Pier Luigi Pizzi készítette. A végösszeg 10 millió dollárra rúgott. Ebben a filmben szinkronizálta először Bujtor István Bud Spencert.

## Cselekmény
A történet a középkorban játszódik, a barlettai csatában, ahol a franciák a spanyolok várát ostromolják. Ettore Fieramosca, olasz zsoldoskatona és néhány társa érkezik meg a helyszínre, hogy jó pénzért a francia hadsereg szolgálatába álljon. Ám a francia táborban Bracalonét, az egyik olasz katonát vérig sérti az egyik büszke francia lovag, a rátarti La Motte, így Ettore úgy dönt, hogy a spanyolok szolgálatába áll.
Sokáig dúlnak a harcok. Amikor la Motte sértegeti az olaszokat Ettore Fieramosca párbajra hívja a franciákat. A probléma, hogy a közelben igen kevés olasz van, ezért Ettore vándorútra indul a környéken, és rövidesen 12 támogatót talál a párviadalhoz, akik néhai katonatársai, harcedzett emberek, de mára lézengő csavargók vagy bűnözők lettek.

## Szereplők
| Szereplő                                     | Színész              | Magyar hang     |
| -------------------------------------------- | -------------------- | --------------- |
| Ettore Fieramosca                            | Bud Spencer          | Bujtor István   |
| Braccallone                                  | Enzo Cannavale       | Suka Sándor     |
| Romanello                                    | Franco Agostini      | Márton András   |
| La Motte                                     | Philippe Leroy       | Mécs Károly     |
| Mariano De Trani                             | Jacques Dufilho      | Tyll Attila     |
| Leonora                                      | Andréa Ferréol       | Pécsi Ildikó    |
| Grajano d’Asti                               | Angelo Infanti       | Vogt Károly     |
| Giovenale da Vetralla                        | Oreste Lionello      | Zenthe Ferenc   |
| Salamone da Calabrese                        | Mario Pilar          | Kristóf Tibor   |
| Pedro de la Guadarama kapitány, excellenciás | Mario Scaccia        | Szabó Ottó      |
| Ludovico da Rieti                            | Renzo Palmer         | Horkai János    |
| Miale da Milazzo, a cinkelt kockás           | Guglielmo Spoletini  | Csurka László   |
| Nemes Bayar                                  | Frédéric de Pasquale | Fülöp Zsigmond  |
| Villeforte lovag                             | Riccardo Pizzuti     | Gelley Kornél   |
| Parades, az excellenciás segédje             | Jacques Herlin       | Halmágyi Sándor |
| Giovenale felesége                           | Ana Ria de Simone    | Császár Angéla  |
| Fanfulla da Lodi                             | Gino Pernice         | Kautzky József  |
| Capoccio da Roma                             | Eros Pagni           | Szokolay Ottó   |
| A francia király unokaöccse                  | Marc Porel           | Perlaki István  |
| Riccio da Milazzo, Miale bátyja              | Roy Bosier           | Szatmári István |
| Albimonte da Peretola                        | Mariano Rigillo      | Téri Sándor     |
| Carellario da Barletta                       | Antonio Orlando      | Fazekas István  |
| La Palisse                                   | Franco Daddi         | Ujréti László   |